# Поповкино (Московская область)
Поповкино — деревня в Волоколамском районе Московской области России. Входит в состав сельского поселения Кашинское. Население — 28 чел. (2010).

## География
Деревня Поповкино расположена на северо-западе Московской области, в северной части Волоколамского района, примерно в 7 км к северо-востоку от города Волоколамска, на правом берегу Буйгородского ручья (бассейн Иваньковского водохранилища). Связана автобусным сообщением с районным центром. В деревне 11 улиц — Ботовская, Воздвиженка, Кленовая, Майская, Нагорная, Обиженка, Подгорная, Полевая, Шоссейная, Юбилейная и Ямская. Соседние населённые пункты — деревни Софьино и Ремягино.

## Население
| 1852 | 1859 | 1926 | 2002 | 2006 | 2010 |
| ---- | ---- | ---- | ---- | ---- | ---- |
| 626  | ↗733 | ↗757 | ↘11  | ↘4   | ↗28  |

## История
В «Списке населённых мест» 1862 года Поповкино — казённая деревня 2-го стана Волоколамского уезда Московской губернии по левую сторону Клинского тракта (из Волоколамска), в 9 верстах от уездного города, при колодце, с 85 дворами, 2 фабриками и 733 жителями (376 мужчин, 357 женщин).
По данным 1890 года входила в состав Буйгородской волости Волоколамского уезда, число душ мужского пола составляло 348 человек.
В 1906 году в деревне была построена не сохранившаяся до наших дней каменная деревенская часовня, приписанная к церкви в селе Буйгород.
В 1913 году — 154 двора и земское училище.
В материалах Всесоюзной переписи 1926 года указаны деревни Большое Поповкино, Малое Поповкино и хутор Поповкино:
- Большое Поповкино — центр Поповкинского сельсовета Буйгородской волости Волоколамского уезда, проживало 757 жителей (368 мужчин, 389 женщин), насчитывалось 131 хозяйство, имелась школа;
- Малое Поповкино — деревня Поповкинского сельсовета, проживало 233 жителя (109 мужчин, 124 женщины), насчитывалось 48 хозяйств;
- Поповкино — хутор Поповкинского сельсовета (3 жителя, 1 хозяйство)[13].

С 1929 года — населённый пункт в составе Волоколамского района Московского округа Московской области. Постановлением ЦИК и СНК от 23 июля 1930 года округа как административно-территориальные единицы были ликвидированы.
1929—1963 гг. — центр Поповкинского сельсовета Волоколамского района.
1963—1965 гг. — центр Поповкинского сельсовета Волоколамского укрупнённого сельского района.
1965—1972 гг. — центр Поповкинского сельсовета Волоколамского района.
1972—1994 гг. — деревня Стеблевского сельсовета Волоколамского района.
В 1994 году Московской областной думой было утверждено положение о местном самоуправлении в Московской области, сельские советы как административно-территориальные единицы были преобразованы в сельские округа.
1994—2006 гг. — деревня Стеблевского сельского округа Волоколамского района.
С 2006 года — деревня сельского поселения Кашинское Волоколамского муниципального района Московской области.